# Amt Rabenstein

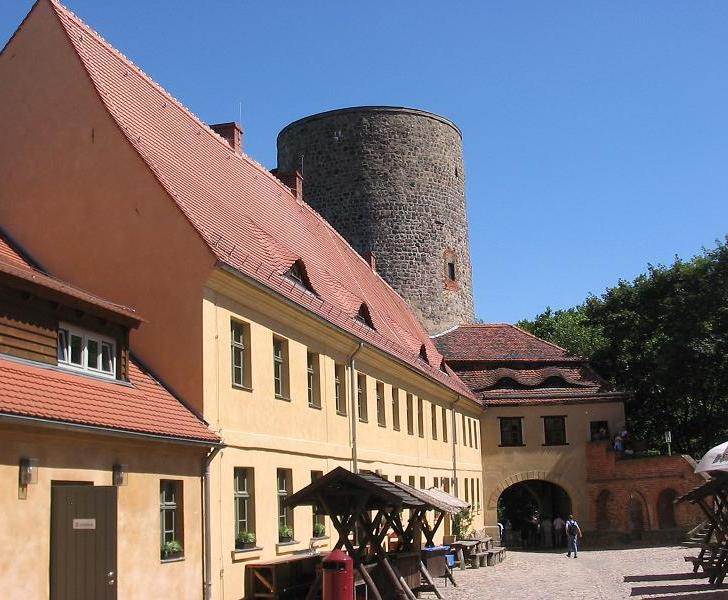
Burg Rabenstein, ursprünglich Sitz der Vogtei Rabenstein. Sitz des Amtes Rabenstein war im 16. Jahrhundert in Niemegk

Das Amt Rabenstein, im 15. Jahrhundert noch Vogtei Rabenstein genannt, war im ausgehenden Mittelalter eine Verwaltungseinheit des Kurfürstentums Sachsen und gehörte zum Kurkreis. Das Amt wurde 1550/2 mit dem Amt Belzig zum Amt Belzig-Rabenstein vereinigt. Im Laufe des 18. Jahrhunderts fiel der Zusatz Rabenstein meist ganz weg und das vereinigte Amt wurde nur noch Amt Belzig genannt. Das ehemalige Amtsgebiet liegt heute im Landkreis Potsdam-Mittelmark (Brandenburg).

## Geschichte
Die Geschichte dieses Amtes ist nur schlecht bekannt. Sie entstand um die Burg Rabenstein bei der Gem. Rabenstein/Fläming im Lkr. Potsdam-Mittelmark. 1251 erscheint ein Conrad de Rauenstein, genannt Wolfsauge, in den Urkunden. Er war Zeuge bei der Schenkung der Mühle bei Rottstock durch Graf Baderich von Belzig an das Kloster Lehnin. Im 14. Jahrhundert war die Burg im Besitz derer von Oppen. Deshalb wird auch vermutet, dass der obige Conrad von Rabenstein identisch ist mit Conrad von Oppen, der 1278 in einer Urkunde genannt ist. Danach fiel das Lehen zunächst wieder an den Landesherrn. 1453 bis nach 1455 waren die von Oppen wieder im Besitz von Schloss und Städtlein Rabenstein. Aber schon vor 1482 war es wiederum an den sächsischen Kurfürsten gefallen, der es in ein kurfürstliches Amt, auch Pflege genannt, umwandelt.

## Zugehörige Orte
Um 1550 gehörten neben Burg bzw. Schloss Rabenstein und dem Rittergut Rabenstein 17 Orte zum Amt bzw. vorher Vogtei Rabenstein
- Garrey (heute Ortsteil der Gem. Rabenstein/Fläming)
- Groß Marzehns (heute Ortsteil der Gem. Rabenstein/Fläming)
- Haseloff (heute ein bewohnter Gemeindeteil des Ortsteils Haseloff-Grabow, Gemeinde Mühlenfließ)
- Hohenwerbig (Ortsteil der Stadt Niemegk)
- Klein Marzehns (heute Ortsteil der Gem. Rabenstein/Fläming)
- Klepzig (Ortsteil der Gem. Wiesenburg/Mark)
- Lobbese (Ortsteil der Stadt Treuenbrietzen)
- Lotzschke (heute Lehnsdorf, Ortsteil der Gem. Wiesenburg/Mark)
- Mützdorf
- Neuendorf (heute bewohnter Gemeindeteil der Gem. Rabenstein/Fläming)
- Niemegk
- Pflügkuff (heute bewohnter Gemeindeteil der Stadt Treuenbrietzen)
- Raben (heute Ortsteil der Gem. Rabenstein/Fläming)
- Rädigke (heute Ortsteil der Gem. Rabenstein/Fläming)
- Zehrensdorf (heute Wohnplatz der Gem. Wiesenburg/Mark)
- Zeuden (heute bewohnter Gemeindeteil der Stadt Treuenbrietzen)
- Zixdorf (heute bewohnter Gemeindeteil der Gem. Rabenstein/Fläming)

1550/2 wurde das Amt Rabenstein mit dem Amt Belzig vereinigt. Das vereinigte Amt wurde z. T. bis ins 18. Jahrhundert hinein als Amt Belzig-Rabenstein bezeichnet. Um 1800 war jedoch nur noch die Bezeichnung Amt Belzig für das vereinigte Amt üblich.

## Belege